# Jamné
Jamné é uma comuna checa localizada na região de Vysočina, distrito de Jihlava.